# Robert de Castella
Robert Francois „Rob“ de Castella (* 27. února 1957 Melbourne) je bývalý australský atlet, běžec, mistr světa v maratonském běhu na mistrovství světa v Helsinkách v roce 1983. Byl účastníkem čtyř olympiád.

## Sportovní kariéra
Mistrem Austrálie v maratonském běhu se stal v roce 1979, na poloviční trati se mu to podařilo čtyřikrát. Dvakrát vyhrál maratonský běh v Rotterdamu, vítězem bostonského maratonského běhu se stal v roce 1986. Největším úspěchem pro něj bylo vítězství v maratonském běhu při premiéře mistrovství světa v Helsinkách v roce 1983.

## Osobní rekordy
- 10 000 metrů – 28:02,73 (1983)
- Maratonský běh – 2:07:51 (1986) (Boston)